# Africa action / Deutschland
africa action / Deutschland e. V. (africa action) ist eine als gemeinnützig anerkannte karitative Hilfsorganisation mit Sitz in Bergheim, die sich in Afrika vorrangig für Menschen mit Behinderungen einsetzt. Sie ging 2003 aus dem Verein ghana action hervor, der 1983 von Walter J. Zielniok für ein Projekt in Ghana gegründet worden war.
Der Verein unterstützt ausschließlich Selbsthilfevorhaben von lokalen Gruppen, wie anerkannten Nichtregierungsorganisationen, Gemeinden und Ortskirchen. Am 12. Mai 2009 übernahm Heidemarie Wieczorek-Zeul die Schirmherrschaft der africa action.

## Einsatzbereiche

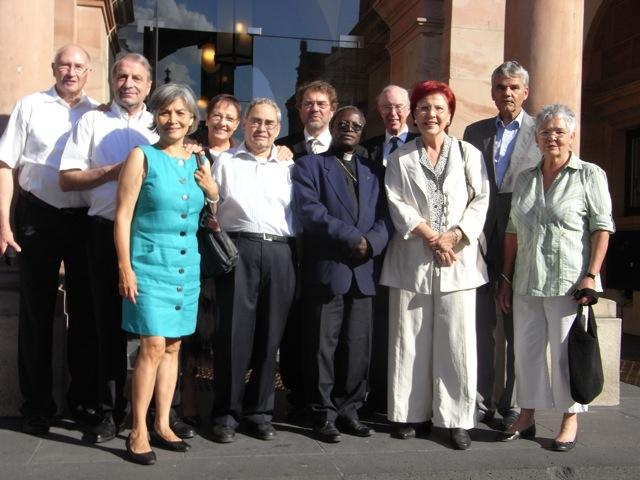
Bischof Ambroise (Maradi, Niger) Schirmherrin Heidemarie Wieczorek-Zeul Mitglieder des Vorstands und Mitglieder
(15. August 2011)

Der Verein engagiert sich in den Bereichen Gesundheit, Bildung und Inklusion. Er unterstützte das Programm Vision 2020: The Right to Sight der Weltgesundheitsorganisation, das 1999 ausgerufen wurde und anstrebte, bis 2020 die medizinisch vermeidbare Blindheit in der Welt zu überwinden. Weiterhin werden verschiedenste Ziele für eine nachhaltige Entwicklung verfolgt. Die Organisation führt zusammen mit lokalen Partnerorganisationen Projekte in den Ländern Äthiopien, Burkina Faso, Gambia, Ghana, Kamerun, Kenia, Mali, Niger, Tansania, Togo, Südafrika und Sierra Leone durch. Ein Schwerpunkt liegt in den Ländern der Sahelzone, die nach dem Index der menschlichen Entwicklung zu den unterentwickeltsten Ländern der Welt gehören. Die Projekte im Sahel im Bereich der Augengesundheit, darunter fünf Augenzentren, werden vom „Freundeskreis Wiesbaden“ verantwortet, der 1999 von Werner Bardenhewer gegründet wurde.
Schwerpunkte der Arbeit des Freundeskreises sind:
- Hilfe bei der Blindheitsverhütung, im Augengesundheitsdienst und bei der Versorgung mit Sehhilfen
- Förderung von Augenzentren, Aufbau ambulanter Augenstationen und Unterstützung beim Bau von Augenkliniken[4]
- Unterstützung von Behinderten- und Ausbildungsstätten
- Förderung der Ausbildung von afrikanischen Fachkräften

Der eingetragene Verein wird geleitet von einem ehrenamtlich tätigen Vorstand, dem ein ebenfalls ehrenamtlich wirkender Fachberaterkreis zur Seite steht. Im Jahr 2022 hatte der Verein etwa 195 Mitglieder in Europa und Afrika, darunter über 32 Vereinigungen und Gruppen als korporative Mitglieder oder Aktionsgruppen. Sie tragen mit ihren Beiträgen die Geschäftsstelle. Mehr als 3500 weitere Einzelpersonen und Gruppen in der Bundesrepublik unterstützen in Freundeskreisen und Aktionsgruppen bestimmte Partnerschaftsprojekte.
Kooperationspartner unterstützen die Projekte finanziell und beratend, so das Bundesministerium für wirtschaftliche Zusammenarbeit und Entwicklung, Misereor, action medeor, missio, Senior Expert Service (SES), Christoffel-Blindenmission, Deutsches Katholisches Blindenwerk, Deutsches Komitee zur Verhütung von Blindheit, Luftfahrt ohne Grenzen / Wings of Help, Caritas International und seit 2008 Licht für die Welt.
Seit 1994 wurde dem Verein jährlich das Spendensiegel des DZI zuerkannt.

## Stiftung „Weiter Sehen“
Die Stiftung „Weiter Sehen“ ist eine Stiftung in der Treuhandschaft des Vereins. Sie wurde im Jahre 2002 von Jürgen Rüttgers, Willy Trapp, Christoph Binger und Walter J. Zielniok gegründet. Zweck der Stiftung ist die Hilfe für Augenkranke und Behinderte in Afrika und die Ausbildung einheimischer Fachkräfte zur Vorsorge, Behandlung und Rehabilitation blinder und anderer behinderter Menschen im Rahmen der Entwicklungszusammenarbeit.